# Фернандо де Сантьяго
Фернандо де-Сантьяго-і-Діас де Мендівіль (ісп. Fernando de Santiago y Díaz de Mendívil; 23 липня 1910 — 6 листопада 1994) — іспанський франкістський генерал і консервативний політик, виконував обов'язки прем'єр-міністра Іспанії в липні 1976 року. Під час громадянської війни отримав звання генерал-лейтенанта.